# Dominicaanse Republiek op de Olympische Zomerspelen 1992
De Dominicaanse Republiek nam deel aan de Olympische Zomerspelen 1992 in Barcelona, Spanje. Net zoals de vorige editie werden er geen medailles gewonnen.

## Deelnemers en resultaten

### Boksen
| Olympiër            | Onderdeel   | Resultaat | Prestatie |
| ------------------- | ----------- | --------- | --- |
| Fausto del Rosario  | -48kg (m)   | 17e       | 1ste ronde: V van USA Griffin: 2-14                                                                                              |
| Héctor Avila        | -51kg (m)   | 5e        | 1ste ronde: W van CHN Liu: scheidsrechterlijke beslissing 2de ronde: W van PHI Visvera: 17-5 kwartfinale: V van HUN Kovács: 3-17 |
| Agustín Castillo    | -54kg (m)   | 17e       | 1ste ronde: V van PHI Jalnaiz: scheidsrechterlijke beslissing                                                                    |
| Victoriano Damian   | -57kg (m)   | 5e        | 1ste ronde: W van NCA Saenz: 23-14 2de ronde: W van ZAM Chungu: 11-9 kwartfinale: V van ALG Soltani: 4-13                        |
| Rafael Romero       | -63,5kg (m) | 17e       | 1ste ronde: V van GUY Carew: 4-19                                                                                                |
| César Augusto Ramoz | -67kg (m)   | 9e        | 1ste ronde: W van POL Malyszko: 6-1 2de ronde: V van SWE Antman: scheidsrechterlijke beslissing                                  |

### Gewichtheffen
| Olympiër          | Onderdeel | Resultaat | Prestatie                                                          |
| ----------------- | --------- | --------- | ------------------------------------------------------------------ |
| Juan Manuel Cueto | -60kg (m) | 25e       | trekken: 25ste met 112,5kg stoten: 25ste met 135kg totaal: 247,5kg |

### Honkbal
| Olympiër | Onderdeel | Resultaat | Prestatie |
| --- | --------- | --------- | --- |
| Félix Nova José Ramón Veras Manuel Guzmán Fabio Aquino Roberto Casey Eugenio Váldez Rafelito Mercedes Félix Tejada Teófilo Peña Alexis Peña Fausto Peña Teodoro Novas Cipriano Ventura Juan Sánchez Juan Viñas Roque Solano Silvestre Popoteur Elias Olivos Benjamin Heredia José Santana | mannen    | 6e        | voorronde: 6de V van Cuba: 0-8 V van Puerto Rico: 5-7 W van Spanje: 11-2 V van Japan: 0-17 V van Chinees Taipei: 0-11 V van Verenigde Staten: 0-10 W van Italië: 7-5 |

### Judo
| Olympiër             | Onderdeel | Resultaat | Prestatie |
| -------------------- | --------- | --------- | --------- |
| Gilberto García      | -60kg (m) | 35e       |           |
| Ekers Raposo         | -65kg (m) | 36e       |           |
|                      |           |           |           |
| Altagracia Contreras | -56kg (v) | 18e       |           |
| Eleucadia Vargas     | -62kg (v) | 20e       |           |

### Worstelen
| Olympiër        | Onderdeel      | Resultaat      | Prestatie                                                                          |
| Grieks-Romeins  | Grieks-Romeins | Grieks-Romeins | Grieks-Romeins                                                                     |
| --------------- | -------------- | -------------- | ---------------------------------------------------------------------------------- |
| Ulises Valentin | -52kg (m)      | 25e            | groep B: 7de V van BUL Tsenov: 0-16 V van Onafhankelijk deelnemer Rizvanović: 3-21 |

Albanië · Algerije · Amerikaanse Maagdeneilanden · Amerikaans-Samoa · Andorra · Angola · Antigua en Barbuda · Argentinië · Aruba · Australië · Bahama's · Bahrein · Bangladesh · Barbados · België · Belize · Benin · Bermuda · Bhutan · Bolivia · Bosnië en Herzegovina · Botswana · Brazilië · Britse Maagdeneilanden · Bulgarije · Burkina Faso · Canada · Centraal-Afrikaanse Republiek · Chili · China · Chinees Taipei · Colombia · Congo-Brazzaville · Cookeilanden · Costa Rica · Cuba · Cyprus · Denemarken · Djibouti · Dominicaanse Republiek · Duitsland · Ecuador · Egypte · El Salvador · Equatoriaal-Guinea · Estland · Ethiopië · Fiji · Filipijnen · Finland · Frankrijk · Gabon · Gambia · Gezamenlijk team · Ghana · Grenada · Griekenland · Groot-Brittannië · Guam · Guatemala · Guinee · Guyana · Haïti · Honduras · Hongarije · Hongkong · Ierland · IJsland · India · Indonesië · Irak · Iran · Israël · Italië · Ivoorkust · Jamaica · Japan · Jemen · Jordanië · Kaaimaneilanden · Kameroen · Kenia · Koeweit · Kroatië · Laos · Lesotho · Letland · Libanon · Libië · Liechtenstein · Litouwen · Luxemburg · Madagaskar · Malawi · Malediven · Maleisië · Mali · Malta · Marokko · Mauritanië · Mauritius · Mexico · Monaco · Mongolië · Mozambique · Myanmar · Namibië · Nederland · Nederlandse Antillen · Nepal · Nicaragua · Nieuw-Zeeland · Niger · Nigeria · Noord-Korea · Noorwegen · Oeganda · Oman · Oostenrijk · Pakistan · Panama · Papoea-Nieuw-Guinea · Paraguay · Peru · Polen · Portugal · Puerto Rico · Qatar · Roemenië · Rwanda · Saint Vincent‑Grenadines · Salomonseilanden · Samoa · San Marino · Saoedi-Arabië · Senegal · Seychellen · Sierra Leone · Singapore · Slovenië · Soedan · Spanje · Sri Lanka · Suriname · Swaziland · Syrië · Tanzania · Thailand · Togo · Tonga · Trinidad en Tobago · Tsjaad · Tsjecho-Slowakije · Tunesië · Turkije · Uruguay · Vanuatu · Venezuela · Verenigde Arabische Emiraten · Verenigde Staten · Vietnam · Zaïre · Zambia · Zimbabwe · Zuid-Afrika · Zuid-Korea · Zweden · Zwitserland · Onafhankelijke olympische deelnemers